# Tractat d'Amsterdam
El Tractat d'Amsterdam és un acord signat el 2 d'octubre de 1997 a la ciutat neerlandesa d'Amsterdam i suposà una revisió i entrada en vigor d'una nova normativa legal de la Unió Europea (UE) després de revisar el Tractat de Maastricht signat l'any 1992. Aquest tractat entrà en vigor l'1 de maig de 1999 després d'haver estat ratificat per tots els estats membres de la Unió.
El Tractat d'Amsterdam fa èmfasi en diversos aspectes fonamentals pel funcionament de la Unió: dret al treball, la lliure circulació dels ciutadans, el reforçament de la justícia, política exterior i seguretat comuna de la Unió, i la reforma institucional necessària per afrontar l'ingrés de nous membres, assumptes que havien quedat pendents en el Tractat de Maastricht.

## Antecedents
El Tractat va ser el resultat d'un llarg procés de negociacions, que es va iniciar a la ciutat italiana de Messina el 2 de juny de 1995, quaranta anys després de la signatura del Tractat de Roma i va arribar al seu final entre els dies 17 i 18 de juny de 1997 a Amsterdam, moment en el qual fou ratificat el Tractat per part del Consell de la Unió Europea. Des del 2 d'octubre de 1997, moment en el qual fou signat de forma oficial per part dels Ministres d'Afers Exteriors de tots els països membres de la Unió, els Estats membres van participar en un llarg i complex procés de ratificació. El Parlament Europeu va ratificar el Tractat el 19 de novembre de 1997, i després de dos referèndums i 13 decisions preses pels parlaments nacionals finalitzà el procés de ratificació plenari.

## Sumari
El Tractat d'Amsterdam consta de 13 protocols, 51 Declaracions adoptades per la Conferència i 8 Declaracions dels Estats membres i de les esmenes als Tractats existents establertes en 15 articles.
L'Article 1 (que conté 16 paràgrafs), va modificar les disposicions generals del Tractat de Maastricht i s'ocupa de la Política Exterior i de Seguretat Comuna (PESC) i la cooperació en matèria penal i policial. Els següents quatre articles (70 paràgrafs) van modificar el Tractat de Roma constitutiu de la CEE, el Tractat de París creant la CECA (tractat que va expirar l'any 2002), el Tractat de Roma constitutiu de l'Euratom i la Llei relativa a l'elecció del Parlament Europeu. Finalment, les disposicions finals contenen quatre articles. El nou Tractat també es va proposar simplificar els Tractats comunitaris, la supressió de més de 56 obsolets, una nova numeració d'articles amb la finalitat de fer més llegible el conjunt. A manera d'exemple, l'article 189 B en el procediment de codecisió es va convertir en l'article 251.
Així mateix es van tractar temes claus com són la seguretat personal i jurídica, la immigració i la lluita contra el frau. En particular, la UE serà, a partir d'aquest moment, capaç de legislar en matèria d'immigració, dret privat o procediment civil, en la mesura que sigui necessari per a la lliure circulació de persones dintre de la mateixa Unió. Al mateix temps es va intensificar la cooperació intergovernamental de la policia i en matèria de justícia penal a fi que els Estats membres hagin de coordinar les seves activitats de manera més eficaç. La Unió té per objecte establir un espai de llibertat, seguretat i justícia per als ciutadans, incorporant els Acords de Schengen en el sistema jurídic de la UE (mantenint-se però Irlanda i el Regne Unit al marge d'aquest acord).
El Tractat estableix nous principis i responsabilitats en l'àmbit de la política exterior i de seguretat, amb l'èmfasi en la projecció dels valors de la UE amb el món exterior, la protecció dels seus interessos i la reforma dels seus mecanismes d'acció. El Consell Europeu passa a establir estratègies comunes que després seran posades en pràctica pel consell per majoria qualificada, amb subjecció però a certes condicions. En altres casos, alguns Estats poden optar per abstenir-se "de forma constructiva", és a dir, sense arribar a impedir que les decisions s'adoptin.
El tractat va introduir un Alt Representant en la Política Exterior de la UE, que, juntament amb els Presidents del Consell i de la Comissió Europea, posa "un nom i un rostre" a la política de la UE en el món exterior. Encara que el Tractat d'Amsterdam no preveu una defensa comuna, va fer augmentar la despesa en matèria de manteniment de la pau i de tasques humanitàries, en particular mitjançant la creació d'estrets vincles amb la Unió Europea Occidental (UEO).
Pel que fa a les institucions, hi ha dues reformes importants en relació amb el procediment de codecisió (el procediment legislatiu amb el Parlament Europeu i el Consell), que afecten al seu àmbit d'aplicació i els seus procediments detallats, amb un Parlament Europeu que veu reforçat el seu paper. El President de la Comissió Europea també haurà de guanyar-se la confiança personal del Parlament, que li donen l'autoritat per a establir les directrius de les polítiques de la Comissió i ocupar un paper actiu en l'elecció dels membres de la Comissió per la decisió sobre el seu nomenament, de comú acord amb els governs nacionals. Aquestes disposicions fan de la Comissió més un ens políticament responsable dels seus actes, i de l'establiment de la particular relació amb el Parlament Europeu. Finalment, el nou Tractat obre la porta, en condicions molt estrictes, a una cooperació més estreta entre els Estats membres que ho desitgin. Una cooperació més estreta es podran establir, a proposta de la Comissió, en els casos que no és possible adoptar una acció conjunta, sempre que aquests pasos no vagin en detriment de la coherència de la UE o dels drets i la igualtat dels seus ciutadans.

## Desafiaments
El Tractat d'Amsterdam no va resoldre totes les qüestions institucionals d'una vegada per sempre. El treball sobre la reforma de les institucions està encara en curs perquè siguin capaces d'operar de manera eficaç i democràtica en una UE encara més ampliada. Les qüestions més urgents són la composició de la Comissió Europea, la ponderació dels vots dels Estats membres i la votació per majoria qualificada. Aquestes qüestions s'aborden en la redacció de la Constitució Europea.